# Godumops
Godumops és un gènere d'aranyes araneomorfes de la família dels selenòpids (Selenopidae). Fou descrit per primera vegada l'any 2011 per S.C. Crews i M.S. Harvey.
Segons el World Spider Catalog amb data de 7 de gener de 2019, només es coneix una espècie endèmica de Nova Zelanda: Godumops caritus.